# Witbrauwbabbelaar
De witbrauwkruinbabbelaar (Pomatostomus superciliosus) is een vogel uit de familie Pomatostomidae. Deze soort is een endemisch in Australië.

## Kenmerken
De witbrauwbabbelaar is 18-22 cm. Hij lijkt op de grijskruinbabbelaar, maar is gemiddeld 9 cm kleiner. Verder heeft een witbrauwbabbelaar een smallere witte wenkbrauwstreep en daarboven een zwarte kruin (de grijskruinbabbelaar heefte een bredere witte wenkbrauwstreep en grijze kruin). De staart is donkerbruin bijna zwart, met lichte vlekken op de uiteinden. De buik is vaalbruin.

## Verspreiding en leefgebied
Er zijn vier ondersoorten:
- P. s. gilgandra  (Zuidoost-Australië)
- P. s. superciliosus  (Midden-, West- en Zuid-Australië)
- P. s. ashbyi  (Zuidwest-Australië)
- P. s. centralis  (Midden-Australia)

De vogel komt voor in vrij droge gebieden met diverse type bos, struiken (scrublands) of aangeplant bos en naaldhout in de buurt van waterlopen.

## Status
De grijskruinbabbelaar heeft een groot verspreidingsgebied en daardoor alleen al is de kans op de status  kwetsbaar (voor uitsterven) gering. De grootte van de populatie is niet gekwantificeerd. Het leefgebied van de vogel wordt plaatselijk bedreigd door versnippering (verstedelijking, infrastructuur en intensivering van de landbouw). Bijvoorbeeld de ondersoort  P. s. ashbyi heeft op de Australische rode lijst de status gevoelig. Echter, het tempo van achteruitgang van de wereldpopulatie ligt onder de 30% in tien jaar (minder dan 3,5% per jaar) en elders is de vogel nog redelijk algemeen. Om deze redenen staat deze babbelaar als niet bedreigd op de (internationale) Rode Lijst van de IUCN.